# Кладотерии
Кладотерии (лат. Cladotheria) — в расширенной альтернативной классификации легион живородящих млекопитающих, включающий дриолестоидов и затерий (трибосфениды, перамуриды). Входит в надлегион трехнотерии.

## Классификация по McKenna&Bell (1997)
- Класс Млекопитающие (Mammalia)
  - Подкласс Териообразные (Theriiformes)
    - Инфракласс Голотерии (Holotheria)
      - Надлегион Трехнотерии (Trechnotheria)
        - Легион Кладотерии (Cladotheria)
          - † Butlerigale sp.
          - † Ausktribosphenidae
          - Подлегион † Дриолестоиды (Dryolestoidea)
            - Dryolestida — Дриолестиды[2]
            - Amphitheriida — Амфитерииды[2]
              - Palaeoxonodon[3]

          - Подлегион Затерии (Zatheria)

## Классификация по Wang, Clemens, Hu & Li (1998)
- Cladotheria
  - † Butlerigale
  - † Dryolestoidea
  - † Amphitheriida
    - † Amphitherium

  - Zatheria
    - † Arguitherium
    - † Arguimus
    - † Nanolestes
    - † Vincelestes
    - † Peramura
    - Tribosphenida